# Gare d’Obernai
Gare d’Obernai vasútállomás Franciaországban, Obernai településen.

## Vasútvonalak
Az állomást az alábbi vasútvonalak érintik:
- Sélestat–Saverne-vasútvonal

## Kapcsolódó állomások
A vasútállomáshoz az alábbi állomások vannak a legközelebb:
- Gare de Goxwiller
- Gare de Bischoffsheim